# Monte Cerreto
Monte Cerreto è un monte dell'Antiappennino campano, situato tra la provincia di Napoli e la provincia di Salerno, nel comune di Tramonti.
Alto 1316 m s.l.m., funge da bordo occidentale dei Monti Lattari, oltre ad essere il confine naturale fra i comuni di Tramonti, Ravello e Lettere.

## Descrizione
Il massiccio del Cerreto abbraccia tutta la parte occidentale della vallata di Tramonti, oltre alla vetta esistono altre cime minori come la Vena dello Scalandrone, la Vena Secata, la Guardiola e la Tenna. Durante l'inverno le nevicate sono cospicue e più frequenti gli episodi di formazione di ghiaccio. Il versante di Lettere digrada dolcemente verso Castellammare di Stabia, mentre su quello di Tramonti si aprono due piccole vallate: il Vallone della Foria e la Valle Alta, separate dal Colle di Mutulano. 
Il terzo versante, quello di Ravello, è caratterizzato da una profonda gola, il cosiddetto "Demanio di Ravello", in cui nasce il fiume Dragone (torrente che bagna i comuni di Ravello, Scala e Atrani).

## Vie d'accesso
Dalla frazione di Cesarano, nel comune di Tramonti, partono vari sentieri che raggiungono la vetta del Cerreto. Uno di questi sale dal Monte Tuoro di Stellante. Mentre dal comune di Lettere esiste una strada sterrata che arriva alla vetta.

## Flora e fauna
La zona del Cerreto è ricca di castagni, querceti e faggi. La fauna è quella tipica dell'Appennino campano, tra i grandi mammiferi troviamo volpi, tassi, cinghiali, donnole, faine e martore mentre tra i volatili si distinguono corvi, ghiandaie, falchi, gazze, pettirossi, cinciallegre e poiane.

## Storia
In un documento del X secolo appartenente alla chiesa di San Trifone di Ravello è presente il testo di una donazione di una porzione del monte Cerreto alla stessa chiesa.
Un tempo si saliva al Cerreto per raccogliere le nocciole, seminare il grano o scavare buche per conservare il ghiaccio per l'estate (quest'ultima attività era svolta dai maestri gelatai del comune di Tramonti).